# خیرآباد (جنت)
خیرآباد، روستایی در دهستان قریه الخیر بخش جنت شهرستان داراب در استان فارس ایران است.

## جمعیت
بر پایه سرشماری عمومی نفوس و مسکن در سال ۱۳۹۵، جمعیت این روستا برابر با ۶۱۴ نفر (۱۶۸ خانوار) بوده است.